# The Battle
The Battle er en amerikansk stumfilm fra 1911 af D. W. Griffith.

## Medvirkende
- Charles West
- Blanche Sweet
- Charles Hill Mailes
- Robert Harron
- Donald Crisp